# 토피크 바흐라모프 경기장
토피크 바흐라모프 경기장(아제르바이잔어: Tofiq Bəhramov adına Respublika Stadionu)은 아제르바이잔 바쿠에 위치한 다목적 경기장으로 수용 인원은 31,200명이다. 주로 아제르바이잔 축구 국가대표팀의 홈 구장으로 사용되고 있다. 경기장 이름은 아제르바이잔의 전직 축구 심판인 토피크 바흐라모프에서 유래된 이름이다.
1939년부터 공사가 시작되었지만 제2차 세계 대전으로 인해 중단되었고 1951년 9월 16일에 개장했다. 개장 당시의 이름은 이오시프 스탈린에서 이름을 딴 이오시프 스탈린 경기장이었지만 1956년 스탈린 격하 운동의 일환으로 경기장 이름을 블라디미르 레닌에서 이름을 딴 블라디미르 레닌 경기장으로 바꿨다. 1993년에 지금과 같은 이름으로 바뀌어 오늘에 이른다.

## 기록

### 2002년 FIFA 월드컵 유럽 지역 예선
| 날짜             | 팀 1         | 스코어 | 팀 2       | 라운드 |
| ---------------- | ------------ | ------ | ---------- | ------ |
| 2000년 9월 2일   | 아제르바이잔 | 0 - 1  | 스웨덴     | 4조    |
| 2000년 10월 11일 | 아제르바이잔 | 0 - 1  | 튀르키예   | 4조    |
| 2001년 3월 24일  | 아제르바이잔 | 0 - 0  | 몰도바     | 4조    |
| 2001년 6월 6일   | 아제르바이잔 | 2 - 0  | 슬로바키아 | 4조    |

## 같이 보기
- 바쿠 올림픽 경기장